# Тяншанска астрономическа обсерватория
Тян-Шанската астрономическа обсерватория (ТШАО) се намира в Казахстан.
Разположена е на планинския хребет Заилийски Алатау, в района на Голямото алматинско езеро, на 30 км южно от Алмати и надморска височина от 3000 метра. От 1994 г. става структурна единица към Астрофизичния институт „Фесенков“. В обсерваторията работят общо около 150 души, от които около 80 са научни работници, а останалите са помощен персонал.
В наше време обсерваторията се състои от две части – Специална слънчева обсерватория и Астрономическа обсерватория. И двете са част от Националния център за космически изследвания и технологии към Националната академия на науките на Казахстан. Включени са в списъка на стратегическите съоръжения в страната, оградени са с бодлива тел и е организиран контролно-пропусквателен пункт.
И двете обсерватории на Астрофизичния институт, заедно с космическата станция, са свързани в единна мрежа. Всички направени снимки се прехвърлят автоматично в библиотеката, в която по интернет може да се влезе и от университета с който обсерваторията работи по международни проекти.

## Астрономическа обсерватория
Обсерваторията е основана през лятото на 1957 г. от Елена Александровна Макарова, като част от програмата на Международната геофизична година, като наблюдателна база на Държавния астрономически институт „Щернберг“ (един от отделите на Московския държавен университет) за провеждане на астрономически експедиции. През 1962 г. се превръща в постоянна наблюдателна станция, а по-късно – в обсерватория. През 1994 г. попада под юрисдикцията на Държавния комитет по собствеността на Република Казахстан и се прехвърля към Астрофизичния институт „Фесенков“. През годините носи имената Високопланинска станция, Алпийска експедиция Тян-Шан, Високопланинска станция Алма-Ата.
През 1968 г. е инсталиран първият 50-сантиметров телескоп и с него започва създаването на фотометрични атласи. През 2007 г. обсерваторията е ремонтирана основно, а през 2014 г. завършва и модернизацията на телескопите. На територията на обсерваторията е изграден хотел с 30 легла и около дузина кули с оптични инструменти. В нея се извършват редовни спектрални и фотометрични наблюдения на променливи звезди, бели джуджета и изкуствени спътници на Земята.
Към Астрономическата обсерватория спада и наблюдателната станция на Института по йоносфера на Казахстан (Радиополигон „Орбита“).
В близко бъдеще се планира инсталирането на автоматизиран 50-сантиметров телескоп в сътрудничество с Южнокорейския институт по астрономия и космически науки. Целта е да бъде свързан с четирите подобни телескопа в Монголия, Република Южна Африка, Австралия и Турция и да стане част от глобалната мрежа от малки телескопи. Това ще позволи на учените да покрият цялото нощно небе и наблюдението на обектите да става непрекъснато.

## Специална слънчева обсерватория
През 1952 г. е създадена като Коронарна станция Тян-Шан. 14 години по-късно, по инициатива на Василий Фесенков започва изграждането на Високопланинската слънчева обсерватория на надморска височина 3000 м. В организацията, изграждането и оборудването ѝ със съвременни слънчеви телескопи взема активно участие Сакен Обашевич Обашев, който от 1963 до 2005 е неин ръководител. От 1968 г. станцията извършва постоянни наблюдения на Слънцето с висока пространствена и спектрална резолюция.

## Космическа станция
Високопланинската космическа научна станция Тян-Шан е част от руския Физически институт Лебедев. Разположена е над Специалната слънчева обсерватория в прохода Жусали-Кезен, на 3336 м надморска височина. Създадена е през 1957 г. и в нея се наблюдават и регистрират космически радиационни частици.

## Инструментариум

### Астрономическа обсерватория
- Притежава два еднометрови телескопа Цайс-1000 – Източен и Западен. Външно двата телескопа са идентични и всеки от тях тежи по 23 тона, заедно с колоните. Инсталирани са през 1991 г. и модернизирани през 2013 – 2014 г. с електронна система за управление. На Източния е инсталиран редуктор с фокус до 6500 mm, който позволява да се получи 20'x20' поле на камерата Apogee U9000 CCD. С нея е увеличена чувствителността на системата за изображения, което позволява откриването и на по-слаби обекти. Използва се главно за фотометрични задачи. Камерата на Западния е CCD Apogee CG42UV. Тя дава възможност да се работи в ултравиолетовата част на спектъра при поле от 7,2'x7,2' и се ползва основно за спектроскопични изследвания. Има възможност и двата телескопа да се управляват дистанционно от всяка точка на света. Освен това един обект може да се наблюдава едновременно от две обсерватории. Обикновено в Обсерваторията Аси-Турген се прави спектроскопията, а в Тян-Шан – фотометрията. Разстоянието между двете обсерватории е 120 км, което увеличава точността на наблюденията.[2][5] С двата телескопа се наблюдават екзопланети и се изследват слаби звезди в Млечния път. След модернизирането са открити общо 20 променливи звезди, изследвани са двойни звезди, направени са записи на светенето на гама-лъчи и се ползват за още много други проекти.[4]
- Два телескопа АЗТ-14 (D = 480 мм, F = 7715 мм), система Касегрен, доставени през 1966 г. и 1983 г., като първият се използва само за наблюдения от туристи.[5]
- Един 360-милиметров самоделен Ричи-Кретиен, от 1983 г., свързан паралелно към единия АЗТ-14 . На него се провеждат фотометрични изследвания.[5]
- Телескоп от системата Шмит (D = 500 мм, F = 8000 мм, поле 6°х6°), произведен в ГДР и монтиран през 1974 г.[5] Първоначално е инсталиран на обсерваторията на Каменското плато, но скоро е прехвърлен в тяншанската.[1]
- Сателитна камера SBG (оптична система: камера на Шмидт, D = 420 mm, F = 770 mm).[5]
- 80-сантиметров телескоп, пролежал в склада в продължение на 25 години. Специалистите поръчват и събират детайли за неговия ремонт, като идеята е той да бъде изпратен в Йордания и да се ползва дистанционно в рамките на съвместен проект.[3]

### Специална слънчева обсерватория
- Малък коронограф тип Лио (D = 184 mm, F = 3000 mm), монтиран през 1952 г. По-късно е преместен в Обсерваторията Каменско плато, след което през 1965 г. е върнат отново на тази станция.[1]
- Голям коронограф на Николски (D = 530 mm, F = 8000 mm), инсталиран през 1969 г., който днес се намира в Астрономическата обсерватория.[1]
- Стандартен хоризонтален слънчев телескоп ACU-5 (D = 440 mm, F = 17 500 mm), в употреба от 1958 г.[1]
- Малък фотохелиограф (D = 200 mm, F = 3000 mm), изработен в работилниците на института и изобретен от Сакен Обашев и Генадий Минасянц. Дава възможност да се получат фотографски изображения на Слънцето с висока пространствена и разделителна способност в интегрален оптичен обхват.[1]
- Слънчев хромосферен рефракторен телескоп от системата Coudet на западногерманската компания Opton (D = 150 mm, F = 2250 mm). Ползва се от 1968 г.[1]

### Институт по йоносфера
- 12-метров слънчев радиотелескоп ТНА-57 (1/3 GHz), разработен на базата на съветската система ТНА-57 „Орбита“ за проследяване на изкуствени земни спътници. Използва се активно за регистриране на радиоизлъчвания от Слънцето.[1]

### Радиополигон „Орбита“
- Небуларен спектрограф на Николай Парийски за изследване на антисиянията и сиянията на небето, монтиран през 1957 г.[1]
- Два неутронни супермонитора. Единият се намира в сградата, а другият – на 10 метра от нея. Оборудването измерва неутрони с различна енергия и е част от международната европейска мрежа, към която данните се изпращат в реално време.[3]

## Изследователска дейност
- Слънчева корона
- Фотометрия на звездите
- Контрол на слънчевата радиоактивност
- Оптични изследвания на атмосферата
- Физика на Слънцето
- Физика на планетите
- Физика на мъглявините
- Динамика на гравитационните системи
- Звездна спектрофотометрия

### Някои научни теми
- Учените в обсерваторията наблюдават геостационарните казахстански сателити KazSat, прогнозират възможни сблъсъци в Космоса при евентуалното им приближаване към други изкуствени спътници. За да се избегне стълкновение, се променя скоростта на съответния спътник до приключване на опасността.[3]
- Друг проект, представляващ интерес и за военните, е наблюдението и проследяването на неизвестни изкуствени спътници, които летят над Казахстан. Учените работят по определянето на тяхната принадлежност към някоя държава и целта на полета им.[3]
- Инженерите на обсерваторията разработват система, която може да прогнозира какво ще бъде времето за един час, да следи динамиката на вятъра, влажността и други параметри и да прави прогнози.[3]
- Водят се специални наблюдения на две звезди, които могат да застрашат живота на Земята. Едната от тях – η от съзвездието Кил, се намира на разстояние 7500 светлинни години от Земята. Втората звезда е ρ от Касиопея, която ако избухне, би се наблюдавала от тук като малко Слънце и може да повлияе на живота на Земята.[3]
- С помощта на двата неутронни супермонитора в Космическата станция се изучава връзката между земните земетресения и Космоса. По време на земетресенията земната кора става генератор на неутрони. Тя се напуква и се изхвърля радон, който се разпада. Направени са сравнения на 27 земетресения от околностите на Алмати, от три точки на наблюдение. Увеличаването на интензивността на неутронния поток от земната кора се отчита при 60% от тях.[3]
- Предсказва се настъпването на магнитни бури с максимален прогнозен период от 55 дни.[3]
- В Института по йоносфера се разработва атмосферен модел на Алмати – компютърна програма, която моделира повърхностния въздух с цел да се реши проблемът със смога. Проектът проучва влиянието на местоположението и височината на сградите върху степента на вентилация на града и предвижда влошаването на чистотата на въздуха. Така се дава прогноза за най-подходящи места за бъдеще строителство.[3]

## Основни достижения
- В периода 1985 – 1990 г. е извършена фотометрия на 15 000 звезди, въз основа на която е създаден подробен каталог.[1]
- През 1979 – 1982 г. са проведени многобройни наблюдения на променливи звездите от типа δ от съзвездието Щит. При тях повърхностните пулсации се появяват както в надлъжна, така и в напречна посока.[1]

## Ръководители
- 1957 г. – Елена Александровна Макарова – основател на станцията
- В средата на 1970-те години – академик Анатолий Черепашчук
- А. В. Миронов
- 1993 – 1994 – В. П. Горански
- 1994 г. – Кенескен Сакенович Куратов – директор на обсерваторията на ТСО
- днес – П.Н. Ломоносов